# Gymnostomum foliosum
Gymnostomum foliosum är en bladmossart som beskrevs av Röhling 1810. Gymnostomum foliosum ingår i släktet kalkkuddmossor, och familjen Pottiaceae. Inga underarter finns listade i Catalogue of Life.